# تپه چهل خاوری
تپه چهل خاوری مربوط به دوران پیش از تاریخ ایران باستان - است و در شهرستان نهاوند، بخش خزل، روستای کنگاور کهنه واقع شده و این اثر در تاریخ ۲۴ اسفند ۱۳۸۳ با شمارهٔ ثبت ۱۱۴۴۰ به‌عنوان یکی از آثار ملی ایران به ثبت رسیده است.